# ایزومر ساختاری
ایزومرهای ساختاری یا ساختمانی (Structural isomers): در آنان اتم‌ها و گروه‌های عاملی از راه‌های دیگری به هم وصل شده‌اند و خود سه گروه‌اند: عاملی ، اسکلتی و موضعی. مانند مولکول:
C3H8O و C3H7OH 
که در آنان شمار اتم‌های سازنده برابر است؛ اما شیوه برقراری پیوند متفاوت است و خواص مولکول‌ها نیز متفاوت می‌شود.
شماره ۱ و ۲ ایزومر شاخه‌ای‌اند و این دو با ۳ ایزومر عاملی هستند. ترکیب شماره یک ۱-پروپانول ؛ ترکیب شماره دو propan-2-ol یا ایزوپروپیل الکل و ترکیب شماره سه متوکسی‌اتان نامیده میشود.

## انواع
ایزومری اسکلتی یا شاخه‌ای (chain isomerism or skeletal isomerism)
|         |           |          |
| n-پنتان | ایزوپنتان | نئوپنتان |

ایزومری موضعی (Position isomerism (regioisomerism)) ساختار زنجیره یکسان است ولی موضع یک اتم یا گروه خاص (مانند OH در این شکل) متفاوت است:
|           |           |           |
| ۱-پنتانول | ۲-پنتانول | ۳-پنتانول |

ایزومری عاملی (Functional group isomerism)
|            |        |
| سیکلوهگزان | ۱-هگزن |

## منبع
- دانشنامه رشد بایگانی‌شده  در ۱ ژانویه ۲۰۱۶ توسط Wayback Machine
- isomer ویکی‌پدیای انگلیسی